# Erik Bergengren
Erik Bergengren, född 11 mars 1900 i Helsingborgs stadsförsamling, Helsingborg, Malmöhus län, död 7 augusti 1977 i Helsingborgs Maria församling , var en svensk författare och affärsman.
Bergengren var från 1936 VD för AB Byggnadsmaterialier. Han företog vidsträckta resor, som skildrades i en rad böcker, däribland Snok i lasten (1934), De illustrerade kofferten (1938) och Bruden brinner (1942).